# Clasificación para el Campeonato Africano de Naciones de 2009
La Clasificación para el Campeonato Africano de Naciones de 2009 fue el torneo que determinó a las selecciones clasificadas al primer Campeonato Africano de Naciones.

## Equipos participantes
De las 53 asociaciones de fútbol afiliadas a la CAF 35 participaron en el proceso clasificatorio. Las 35 selecciones son divididas según la zona geográfica a la que pertenezcan, cada zona geográfica es gobernada por una de las seis asociaciones regionales en que se divide la CAF. Al estar automáticamente clasificada por ser el país anfitrión la selección de Costa de Marfil no participó en el torneo clasificatorio.
| Zona Norte (1 cupo)                   | Zona Oeste A (1 cupo)                                | Zona Oeste B (1 cupo) + Costa de Marfil (Anfitrión) | Zona Central (1 cupo)                                           | Zona Centro-Este (1 cupo)                                        | Zona Sur (2 cupos)                                                                                |
| ------------------------------------- | ---------------------------------------------------- | --------------------------------------------------- | --------------------------------------------------------------- | ---------------------------------------------------------------- | ------------------------------------------------------------------------------------------------- |
| - Argelia - Libia - Marruecos - Túnez | - Gambia - Guinea - Malí - Mauritania - Senegal      | - Burkina Faso - Ghana - Níger - Nigeria - Togo     | - Camerún - Congo - Gabón - República Centroafricana - RD Congo | - Burundi - Eritrea - Kenia - Ruanda - Sudán - Tanzania - Uganda | - Angola - Botsuana - Malaui - Mozambique - Namibia - Suazilandia - Sudáfrica - Zambia - Zimbabue |
| Selecciones no participantes          |                                                      |                                                     |                                                                 |                                                                  |                                                                                                   |
| - Egipto                              | - Cabo Verde - Guinea-Bisáu - Liberia - Sierra Leona | - Benín                                             | - Chad - Guinea Ecuatorial - Santo Tomé y Príncipe              | - Etiopía - Somalia - Yibuti                                     | - Comoras - Lesoto - Madagascar - Mauricio - Seychelles                                           |

## Zona norte

### Ronda preliminar
| Fechas                    | Local ida | Resultado global | Local vuelta | Ida   | Vuelta |
| ------------------------- | --------- | ---------------- | ------------ | ----- | ------ |
| 30 de marzo - 13 de abril | Libia     | 2 – 2 (6 - 5)    | Túnez        | 1 - 1 | 1 - 1  |

### Primera ronda
| Fechas                 | Local ida | Resultado global | Local vuelta | Ida   | Vuelta |
| ---------------------- | --------- | ---------------- | ------------ | ----- | ------ |
| 3 de mayo - 17 de mayo | Argelia   | 2 – 2 (1 - 3)    | Marruecos    | 1 - 1 | 1 - 1  |
| -                      | Libia     | w.o.             | Egipto       | -     | -      |

### Segunda ronda
| Fechas                            | Local ida | Resultado global | Local vuelta | Ida   | Vuelta |
| --------------------------------- | --------- | ---------------- | ------------ | ----- | ------ |
| 29 de noviembre - 13 de diciembre | Marruecos | 3 – 4            | Libia        | 3 - 1 | 0 - 3  |

## Zona Oeste A

### Ronda preliminar
| Fechas                   | Local ida | Resultado global | Local vuelta | Ida   | Vuelta |
| ------------------------ | --------- | ---------------- | ------------ | ----- | ------ |
| 3 de marzo - 12 de abril | Gambia    | 1 – 1            | Mauritania   | 1 - 1 | 0 - 0  |

### Primera ronda
| Fechas                 | Local ida  | Resultado global | Local vuelta | Ida   | Vuelta |
| ---------------------- | ---------- | ---------------- | ------------ | ----- | ------ |
| 3 de mayo - 18 de mayo | Senegal    | 0 – 0 (5 - 4)    | Malí         | 0 - 0 | 0 - 0  |
| 3 de mayo - 18 de mayo | Mauritania | 3 – 3            | Guinea       | 2 - 2 | 1 - 1  |

### Segunda ronda
| Fechas                            | Local ida | Resultado global | Local vuelta | Ida   | Vuelta |
| --------------------------------- | --------- | ---------------- | ------------ | ----- | ------ |
| 30 de noviembre - 13 de diciembre | Guinea    | 1 – 1 (1 - 3)    | Senegal      | 1 - 0 | 1 - 0  |

## Zona Oeste B

### Ronda preliminar
| Fechas                    | Local ida | Resultado global | Local vuelta | Ida   | Vuelta |
| ------------------------- | --------- | ---------------- | ------------ | ----- | ------ |
| 30 de marzo - 13 de abril | Ghana     | 4 – 1            | Níger        | 2 - 0 | 2 - 1  |
| -                         | Togo      | w.o.             | Benín        |       |        |

### Primera ronda
| Fechas                 | Local ida | Resultado global | Local vuelta | Ida   | Vuelta |
| ---------------------- | --------- | ---------------- | ------------ | ----- | ------ |
| 4 de mayo - 17 de mayo | Ghana     | 4 – 2            | Togo         | 2 - 0 | 2 - 2  |
| 4 de mayo - 18 de mayo | Nigeria   | 4 – 1            | Burkina Faso | 2 - 0 | 2 - 1  |

### Segunda ronda
| Fechas                            | Local ida | Resultado global | Local vuelta | Ida   | Vuelta |
| --------------------------------- | --------- | ---------------- | ------------ | ----- | ------ |
| 30 de noviembre - 14 de diciembre | Ghana     | 3 – 2            | Nigeria      | 3 - 2 | 0 - 0  |

## Zona Central

### Ronda preliminar
| Fechas     | Local ida                | Resultado global | Local vuelta | Ida   | Vuelta |
| ---------- | ------------------------ | ---------------- | ------------ | ----- | ------ |
| 1 de abril | República Centroafricana | 0 – 2            | Gabón        | 0 - 2 | w.o.   |
| -          | Congo                    | w.o.             | Chad         |       |        |

### Primera ronda
| Fechas                 | Local ida | Resultado global | Local vuelta | Ida   | Vuelta |
| ---------------------- | --------- | ---------------- | ------------ | ----- | ------ |
| 4 de mayo - 18 de mayo | Camerún   | 3 – 2            | Gabón        | 1 - 2 | 2 - 0  |
| 4 de mayo - 17 de mayo | RD Congo  | 4 – 2            | Congo        | 3 - 0 | 1 - 2  |

### Segunda ronda
| Fechas                            | Local ida | Resultado global | Local vuelta | Ida   | Vuelta |
| --------------------------------- | --------- | ---------------- | ------------ | ----- | ------ |
| 29 de noviembre - 14 de diciembre | Camerún   | 0 – 3            | RD Congo     | 0 - 2 | 0 - 1  |

## Zona Centro-Este

### Ronda preliminar
| Fechas                    | Local ida | Resultado global | Local vuelta | Ida   | Vuelta |
| ------------------------- | --------- | ---------------- | ------------ | ----- | ------ |
| 30 de marzo - 16 de abril | Ruanda    | 1 – 0            | Burundi      | 1 - 0 | 0 - 0  |
| 29 de marzo - 12 de abril | Kenia     | 1 – 2            | Tanzania     | 1 - 0 | 0 - 2  |
| 30 de marzo - 12 de abril | Eritrea   | 2 - 5            | Uganda       | 2 - 2 | 0 - 3  |

### Primera ronda
| Fechas                 | Local ida | Resultado global | Local vuelta | Ida   | Vuelta |
| ---------------------- | --------- | ---------------- | ------------ | ----- | ------ |
| 4 de mayo - 17 de mayo | Sudán     | 5 – 1            | Ruanda       | 4 - 0 | 1 - 1  |
| 3 de mayo - 17 de mayo | Tanzania  | 3 – 1            | Uganda       | 2 - 0 | 1 - 1  |

### Segunda ronda
| Fechas                            | Local ida | Resultado global | Local vuelta | Ida   | Vuelta |
| --------------------------------- | --------- | ---------------- | ------------ | ----- | ------ |
| 29 de noviembre - 13 de diciembre | Tanzania  | 5 – 2            | Sudán        | 3 - 1 | 2 - 1  |

## Zona Sur

### Ronda preliminar
| Fechas                    | Local ida   | Resultado global | Local vuelta | Ida   | Vuelta |
| ------------------------- | ----------- | ---------------- | ------------ | ----- | ------ |
| 30 de marzo - 13 de abril | Malaui      | 2 – 2            | Mozambique   | 2 - 1 | 0 - 1  |
| 30 de marzo - 12 de abril | Suazilandia | 1 – 4            | Zambia       | 1 - 1 | 0 - 3  |

### Primera ronda
| Fechas                 | Local ida  | Resultado global | Local vuelta | Ida   | Vuelta |
| ---------------------- | ---------- | ---------------- | ------------ | ----- | ------ |
| 3 de mayo - 18 de mayo | Mozambique | 1 – 2            | Angola       | 1 - 1 | 0 - 1  |
| 2 de mayo - 17 de mayo | Botsuana   | 1 – 3            | Zambia       | 1 - 0 | 0 - 3  |
| 4 de mayo - 18 de mayo | Zimbabue   | 1 – 0            | Namibia      | 0 - 0 | 1 - 0  |
| -                      | Sudáfrica  | w.o.             | Mauricio     | -     | -      |

### Segunda ronda
| Fechas                            | Local ida | Resultado global | Local vuelta | Ida   | Vuelta |
| --------------------------------- | --------- | ---------------- | ------------ | ----- | ------ |
| 30 de noviembre - 13 de diciembre | Angola    | 1 – 3            | Zambia       | 0 - 1 | 1 - 2  |
| 30 de noviembre - 14 de diciembre | Zimbabue  | 3 – 0            | Sudáfrica    | 2 - 0 | 1 - 0  |

## Clasificados
| Bandera de Costa de Marfil | Bandera de Libia      | Bandera de Senegal    | Bandera de Tanzania   |
| Costa de Marfil            | Libia                 | Senegal               | Tanzania              |
| Organizador                | Zona Norte            | Zona Oeste A          | Zona Centro-Este      |
| Clasificado: 2008          | Clasificado: 13/12/08 | Clasificado: 13/12/08 | Clasificado: 13/12/08 |

| Bandera de Zambia     | Bandera de Ghana      | Bandera de República Democrática del Congo | Bandera de Zimbabue   |
| Zambia                | Ghana                 | RD Congo                                   | Zimbabue              |
| Zona Sur              | Zona Oeste B          | Zona Central                               | Zona Sur              |
| Clasificado: 13/12/08 | Clasificado: 14/12/08 | Clasificado: 14/12/08                      | Clasificado: 14/12/08 |